# Ixora karimatica
Ixora karimatica är en måreväxtart som beskrevs av Cornelis Eliza Bertus Bremekamp. Ixora karimatica ingår i släktet Ixora och familjen måreväxter. Inga underarter finns listade i Catalogue of Life.